# Anselme Brusa
Pour les articles homonymes, voir Brusa.
Plinio Anselme Brusa, né le 27 août 1899 à Chiasso (Canton du Tessin - Suisse) et mort le 24 juillet 1969 à Lyon, est un rameur d'aviron italo-français.

## Biographie
De nationalité italienne, il est néanmoins champion de Suisse de gymnastique, avant son arrivée en France au lendemain de la Première Guerre mondiale.
Il s'installe à Lyon et s'inscrit au Cercle de l'aviron de Lyon.
C'est donc en France et en aviron qu'il s'illustrera.
Durant l'entre-deux-guerre, il gagnera ses plus belles courses, grâce au deux-barré formé avec André Giriat, tous deux vedettes qui défient l’analyse technique du temps, double champions de France (1927 et 1931), champions d’Europe en 1931, toujours barrés par Pierre Brunet.
Il est naturalisé Français en juin 1932 pour pouvoir concourir aux Jeux olympiques de Los Angeles (du 30 juillet au 14 août 1932) où il est médaillé de bronze toujours en deux-barré d'aviron avec ses mêmes coéquipiers en 8 min 41 s 2.
Il est décédé en 1969 à Lyon.